# Eddy Assan
Eddy Assan, ook wel Masra Lobi (Paramaribo, 5 juni 1954), is een Surinaams popzanger. Hij zingt in het Surinaams. Hij begon zijn loopbaan in Suriname en vertrok in de jaren 1980 naar Nederland. Hij treedt in beide landen op.

## Biografie
Assan werd geboren in Paramaribo en groeide op in de wijk Charlesburg. Hij ging naar het J.C. Mirandalyceum waarop ook Iwan Graanoogst en Roy Ristie zaten.
Op zijn dertiende maakte hij zijn muzikale debuut op de STVS-televisie met de Micro Beats. Vijf jaar later sloot hij zich aan bij Astaria Combo. Pop-Jawa leek vanwege zijn Javaanse afkomst een logische keuze. Zijn accent was echter Nederlands; Surinaams en een muziekkeuze van rock- en soulballads leken daarom meer in zijn richting te liggen. Radiomaker en jeugdschoolvriend Roy Ristie liet in 1976 een cassette bandje op de radio horen van Eddy Assan en Astaria Combo. Het nummer had toen nog geen naam. Ristie promootte het nummer met de naam die hij voor het nummer verzon: Mi (mooi) Wan Ay Karu. Met hulp van radiomaker Werner Duttenhofer en producer Henk van Vliet werd deze single als eerste song van Assan uitgebracht 
In 1976 kwam hij met zijn eigen elpee, getiteld Eddy Assan meets T Group en daarna met de opvolger Oen egi denki. De gelijknamige single met zangeres Sylvie Singoredjo werd bekroond met goud. Terwijl hij – onderweg naar een presentatie van zijn nieuwe werk – in een file terechtkwam, bleek hij in een rij terechtgekomen te zijn van mensen die wachtten op een gesigneerde plaat van hem. Eind jaren zeventig verdiende hij zoveel dat hij er naar eigen zeggen ruim van kon leven.
Rond 1983 vertrok hij naar Nederland. Dit speelde zich af tijdens de militaire jaren waarin er in Suriname weinig meer te verdienen was in de muziek. Eenmaal in Nederland bleek zijn bekendheid niet beperkt gebleven te zijn tot Suriname alleen en trok hij in Den Haag volle zalen. Daarnaast trad hij op met Surinaamse musici als Harold Biervliet, Ernesto van Dal, Walter Muringen, Edje Rust en Harto Soemodihardjo. Ook trad hij een tijdje op met de zangers Ragmad Amatstam en Oesje Soekatma van de java-popgroep Rupia, maar keerde later opnieuw terug naar zijn eigen repertoire.
Assan geeft optreden op Nederlandse podia, waaronder tijdens het Brasa Dei Festival en als lid van de SuriToppers, en in Suriname.